# Renew Foundation
La Recovery Empowerment Networking and Employment for Women Foundation (RENEW), également connue sous le nom de Renew Foundation, est une organisation non gouvernementale chrétienne internationale à but non lucratif aux Philippines créée en 2005, dédiée à l'autonomisation des femmes survivantes de la traite des êtres humains et de la prostitution aux Philippines.

## Organisation
La fondation a été fondée à Ángeles en 2005 afin d'aider à éradiquer la traite des êtres humains et à autonomiser les victimes de la prostitution.
RENEW est agréé par le département du bien-être social et du développement (DSWD) aux Philippines pour fournir des programmes de soins résidentiels, sociaux et de soins de santé. RENEW est également une organisation caritative enregistrée au Royaume-Uni,
RENEW est financé par des dons individuels, par des subventions de l'ONUSIDA et par l'Office des Nations unies contre les drogues et le crime.

## Mission et vision
La mission et la vision de la Fondation Renew sont les suivantes :
Offrir un renouveau par la liberté, la foi en Jésus-Christ et des opportunités économiques aux femmes et aux enfants philippins exploités par le trafic et la prostitution,
Éradiquer la traite des femmes et des enfants par le plaidoyer, la mise en réseau et l'éducation dans le but de soutenir, de protéger et d'autonomiser les victimes.

## Objectifs, projets, activités et couverture médiatique
RENEW propose des programmes de prévention, d'intervention, et de réinsertion. Le programme de prévention, qui consiste à identifier les jeunes femmes les plus à risque d'être victimes de la traite et à les inviter à participer au programme RENEW, a été mis en place en partenariat avec le Département de politique sociale et de travail social de l'université d'Oxford (Royaume-Uni) et Systems Plus College Foundation (Philippines) et a été reconnu comme modèle de meilleures pratiques par le Sommet national des femmes tenu à Manille en 2009, Soroptimist International en 2010 et la Coalition contre la traite des femmes (CATW) en 2011. Le Soroptimist Ruby Award a été décerné à Maylyn Fuller pour son travail inlassable visant à améliorer la vie des femmes et des filles victimes de la traite dans la ville.
Les programmes visent également à établir des moyens de revenus alternatifs et durables pour les femmes et à fournir une éducation, une sensibilisation, un plaidoyer et un renouveau spirituel.
En 2010, CNN a rapporté que la fondation « offre des programmes basés sur des refuges, des logements, de la nourriture, une représentation juridique et des cours d'éducation, qui visent tous à aider les femmes à retourner dans leur famille ou à se réintégrer dans la communauté » et qui « a également un vif intérêt intérêt à aider les enfants victimes du commerce du sexe ».
RENEW tente également de trouver un emploi pour les femmes dans diverses entreprises telles que les centres d'appels, les entreprises impliquées dans le tourisme, les hôtels 5 étoiles ou les terrains de golf, et leur offre une formation pour cet emploi.
RENEW aide également les femmes survivantes de la traite des êtres humains et de la prostitution devenues mères à retrouver les pères de leurs enfants. RENEW souligne que les pères qui ne fournissent pas de pension alimentaire pour enfants peuvent être confrontés à un procès, avec des conséquences possibles telles qu'une interdiction de rentrer aux Philippines.
Le directeur de la fondation, Paulo Fuller, revendique un taux de réussite élevé pour le programme de RENEW, déclarant que plus de 80 % des femmes qui entrent dans le programme ne retournent pas à la prostitution.